# Aurelio González Salcedo
Aurelio González (14 de noviembre de 1931, Marruecos español) es un fotógrafo uruguayo de origen español. Se destacó en las décadas del 50, 60 y 70 como fotógrafo, principalmente en el periódico El Popular.

## Biografía
Nació en Afila, localidad del Marruecos español, el 14 de noviembre de 1931, donde su padre militar español había sido trasladado. A los diecisiete años viaja a España, a enrolarse a la Marina, a la que renuncia un año después. Trabaja luego en el puerto de Tánger. Ingresa ilegalmente al Marruecos francés, donde es apresado (en Casablanca) y deportado a Larache. A los 19 años es citado para realizar el servicio militar.
Llega a Montevideo el 14 de noviembre de 1952, a bordo de un barco al que había subido como polizón. En sus primeros tiempos en Uruguay trabaja en la fábrica metalúrgica Nervión y en la construcción. Aprende el oficio de fotógrafo gracias a un compatriota suyo llamado Lucio, que vivió con él en Montevideo. Aurelio era militante del Partido Comunista del Uruguay, y es en Justicia, órgano oficial de dicho partido, donde publica sus primeras fotografías (aunque sin cobrar por ellas). Cuando aparece El Popular comienza a trabajar en dicho medio de prensa (también del Partido Comunista) y abandona su trabajo en la construcción. Trabajaría allí hasta su clausura en 1973.
Cuando ocurre el golpe de Estado en Uruguay el 27 de junio de 1973, la Convención Nacional de Trabajadores convoca a una huelga general con ocupación de los lugares de trabajo, que se desarrolla hasta el 11 de julio. Aurelio decide recorrer las fábricas y talleres ocupados por sus trabajadores para registrar el hecho histórico. La gran manifestación del 9 de julio fue también registrada por el lente de Aurelio. El local de El Popular es destruido. Sin embargo, González logra rescatar los archivos fotográficos del periódico y los esconde en un entrepiso del edificio. Los negativos de los últimos días los esconde en otro lugar del edificio.
A partir de ese momento comienza a trabajar como fotógrafo particular. En 1975 comienza a ser acosado por la policía, que vigila su casa constantemente. Al año siguiente pide asilo en la embajada de México, hacia donde parte como refugiado político el 27 de septiembre. Lleva consigo las fotografías tomadas durante la huelga general. Durante su exilio vivió en México, España y Holanda. Regresa a Uruguay el 15 de octubre de 1985 y vuelve a su labor periodística en La Hora Popular. Colaboró años más tarde en diferentes publicaciones, entre las que se cuentan Voces del frente, Carta popular y El Popular.
De vuelta en Uruguay, descubre que en el lugar donde había escondido los archivos de El Popular se habían realizado obras y no los puede encontrar. Se encontrarían recién en 2006, en "un pozo de ventilación o algo por el estilo", según el propio Aurelio cuenta. Se estima que fueron rescatadas cerca de 75.000 imágenes que dan cuenta del Uruguay de los años sesenta y setenta.
En 2011 es publicado el libro Fui testigo. Una historia en imágenes, que reúne aproximadamente trescientas fotos del archivo de El Popular con textos de Aurelio González.
En junio de 2022 el Centro de Fotografía de Montevideo, de la Intendencia de Montevideo, liberó el acceso al archivo de fotografías del "Diario El Popular". Las fotografías que integran el archivo fueron realizadas por el equipo de fotografía integrado por Julio Alonso, Daniel Bauer, Eduardo Bonomi, Hermes Cuña, Ariel Fernández, Aurelio González, Fernando González, Héctor Mesa y Sergio Pereyra.